# 2279 Barto
2279 Barto (1968 DL) là một tiểu hành tinh vành đai chính được phát hiện ngày 25 tháng 2 năm 1968 bởi Chernykh, L. ở Nauchnyj. Nó được đặt theo tên Agniya Barto, a Soviet children's writer.